# Szymon (Iszunin)
Szymon, imię świeckie Władimir Nikołajewicz Iszunin (ur. 7 grudnia 1951 w Leningradzie) – biskup Rosyjskiego Kościoła Prawosławnego.

## Życiorys
Seminarium duchowne i Akademię Duchowną ukończył w swoim rodzinnym mieście. 17 stycznia 1975 złożył śluby zakonne na ręce metropolity leningradzkiego Nikodema. Dwa dni później został hierodiakonem, zaś 13 czerwca 1976 – hieromnichem. W latach 1978–1981 był wykładowcą seminarium duchownego w Leningradzie i Akademii Duchownej w tym samym mieście. Następnie przez rok był mnichem w monasterze Nowy Wałaam w Finlandii. W 1982 został przeniesiony do eparchii ołonieckiej jako proboszcz parafii Podwyższenia Krzyża Pańskiego w Pietrozawodsku, równocześnie otrzymując godność archimandryty.
23 marca 1987 patriarcha moskiewski Pimen wyznaczył go biskupem Brukseli i całej Belgii. Jego chirotonia biskupia miała miejsce 11 kwietnia 1987. Od 30 sierpnia 1991 do grudnia 2017 r. biskup Szymon był równocześnie locum tenens eparchii haskiej i niderlandzkiej. 24 lutego 1994 otrzymał godność arcybiskupa.
Odznaczony orderem św. Sergiusza z Radoneża II klasy (2001), św. Daniela Moskiewskiego II klasy (2007), św. Marii Magdaleny (2012).